# شهرستان افلی
افلی (به انگلیسی: County Offaly) یک شهرستان در ایرلند است که در لینستر واقع شده‌است.

## خصوصیات
افلی ۲٬۰۰۱ کیلومترمربع مساحت و ۷۶٬۶۸۷ نفر جمعیت دارد.